# John Collier

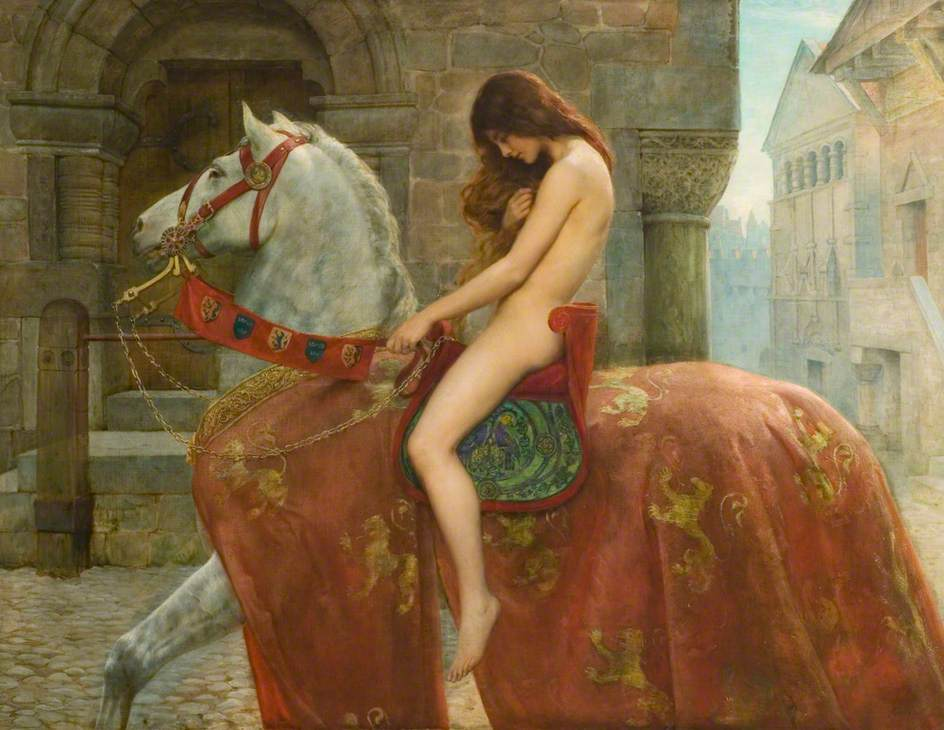
Lady Godiva

John Maler Collier (ur. 27 stycznia 1850 w Londynie, zm. 11 kwietnia 1934 tamże) – brytyjski pisarz i malarz. Przedstawiciel neoklasycyzmu, luźno związany z prerafaelitami.

## Życiorys
Studiował malarstwo w Slade School of Fine Art w Londynie u Edwarda Poyntera, w Paryżu u Jeana Laurensa oraz w Monachium. Malował portrety wzorując się na pracach Johna Millais’go, założyciela Bractwa Prerafaelitów. Poruszał tematykę mitologiczną i historyczną. Wystawiał w Royal Academy, był odznaczony Orderem Imperium Brytyjskiego.
Collier był dwukrotnie żonaty, od 1879 z Marian Huxley (1859–1887), malarką wystawiającą podobnie jak jej mąż w Royal Academy. Marian zmarła przedwcześnie na zapalenie płuc. Dwa lata po jej śmierci Collier ożenił się z jej młodszą siostrą Ethel Huxley (1866–1941). Ponieważ takie małżeństwo nie było wówczas legalne w Wielkiej Brytanii, ich ślub odbył się w Norwegii.
Na obrazie Colliera pt. Lady Godiva z 1898 została przedstawiona Godiva. Obraz został wykorzystany na okładce płyty Veto z 2013 roku niemieckiej grupy muzycznej Heaven Shall Burn.

## Publikacje
- A Primer of Art, 1882
- A Manual of Oil Painting, 1886
- The Art of Portrait Painting, 1905.